# Бобков, Виктор Николаевич
Ви́ктор Никола́евич Бобко́в (24 апреля 1926, Саранск — 17 октября 1944) — Герой Советского Союза, участник Великой Отечественной войны, разведчик взвода пешей разведки 609-го стрелкового полка 139-й стрелковой дивизии 50-й армии 2-го Белорусского фронта.

## Биография
Виктор Николаевич Бобков родился в Саранске в 1926 году.
В ноябре 1943 года призван в ряды Красной Армии. В боевых действиях начал принимать участие с мая 1944 года.
15 июля 1944 года во время переправы через реку Неман и боев за плацдарм у реки (в районе деревни Ковши Гродненская область) ефрейтор Бобков получил приказание, доставить информацию командиру полка, вплавь через реку под огнём противника доставил донесение в срок. При этом ефрейтор Бобков получил 2 тяжёлых ранения (в живот и в голову).
17 октября 1944 скончался в госпитале от полученных ранений. Был похоронен на Пролетарском кладбище (Ростов-на-Дону).
24 марта 1945 Указом Президиума Верховного Совета СССР ефрейтору Бобкову посмертно было присвоено звание Героя Советского Союза.

## Награды и звания
- Герой Советского Союза (1945)
- Медаль «Золотая Звезда»
- Орден Ленина

## Память
- На стене МОУ «Лицея № 43» города Саранска установлена памятная табличка, которая рассказывает о подвиге Виктора Бобкова.
- Имя В. Н. Бобкова носит одна из улиц города Гродно[2][3].